# Han Tae-young
Han Tae-young (Seul, 4 settembre 1979) è un lottatore sudcoreano.
Ha partecipato ai Giochi di Pechino 2008, gareggiando nella categoria dei 96 kg.